# RS-10/11
RS-10/11 ist eine sowjetische Amateurfunknutzlast an Bord von Kosmos 1861, eines Satelliten der Zikada-Serie.

## Aufbau
Die unübliche Doppelbezeichnung RS-10/11 kommt, da es sich um zwei Amateurfunknutzlasten handelte. Die Nutzlasten wurden von Funkamateuren gebaut und als  „Bord-Radiotechnischer-Komplex BRTK-10“ bezeichnet. Dieser nutzte die Spannungsversorgung und die dauerhafte Befestigung an der Plattform des Zikada-Satelliten. Üblich war eine Nutzlast in Betrieb (meist RS-10), während die zweite als in Reserve gehalten wurde.
Beide Nutzlasten verfügten über Empfänger im 2-m-Band und im 15-m-Band sowie Sender im 10-m-Band und 15-m-Band, die zu einem 40 kHz breiten Transponder mit fünf verschiedenen Modi konfiguriert werden konnten:
- A – Uplink 2-m-Band, Downlink 10-m-Band
- K – Uplink 15-m-Band, Downlink 10-m-Band
- T – Uplink 15-m-Band, Downlink 2-m-Band
- KA – Uplink 2-m- und 10-m-Band gleichzeitig, Downlink 10-m-Band
- KT – Uplink 15-m-Band, Downlink 2-m- und 10-m-Band gleichzeitig

Des Weiteren konnte ein Robot-Autotransponder aktiviert werden. Der Robot-Autotransponder konnte in Telegrafie angerufen werden, bestätigte den Anruf, vergab eine Verbindungsnummer, nannte seinen Namen (Robot) und verabschiedete sich. Die Downlinksender hatten eine maximale Leistung von 5 Watt.

## Mission
Der Satellit wurde am 23. Juni 1987 mit einer sowjetischenKosmos-3M-Trägerrakete vom Kosmodrom Plessezk aus Russland gestartet. Der Satellit fiel im Mai 1997 nach 9 Jahren und 11 Monaten Betrieb aus.

## Frequenzen
- Rufzeichen: RS10
- Bake / ROBOT-Downlink 29,357 MHz und 29,403 MHz
- ROBOT Uplink 145,820 MHz CW
- Mode A Uplink 145,860 … 145,900 MHz CW/SSB Downlink 29,360 … 29,400 MHz
- Mode K Uplink 21,160 … 21,200 MHz Downlink 29,360 … 29,400 MHz
- Mode T Uplink 21,160 … 21,200 MHz Downlink 145,860 … 145,900 MHz
- Mode KA und KT durch Kombination der angegebenen Bereiche